# ホザキイチヨウラン
ホザキイチヨウラン（穂先一葉蘭、学名：Malaxis monophyllos (L.) et Sw.）は、ラン科ヤチラン属に分類される多年生の1種。種小名のmonophyllosは、1葉を意味する。和名は花が1穂になって開くことに由来する。ホザキイチヨウラン属（Microstylis）に分類されることもある。

## 特徴
鱗茎は短しょうをかぶり、地上に露出する。高さ15-30 cm。葉は長さ4-8 cm、幅3-5 cmの広卵形で、鈍頭、基部は葉梢となって茎を抱く。縁辺は平滑、軟質で黄緑色を帯びる。根生し、ふつう1個しかつかなしが、まれに2個つくものもあり、ホザキフタバランと呼ばれるが、これは肥えた株のようで特に区別するものではないと見られている。葉柄は直立する。

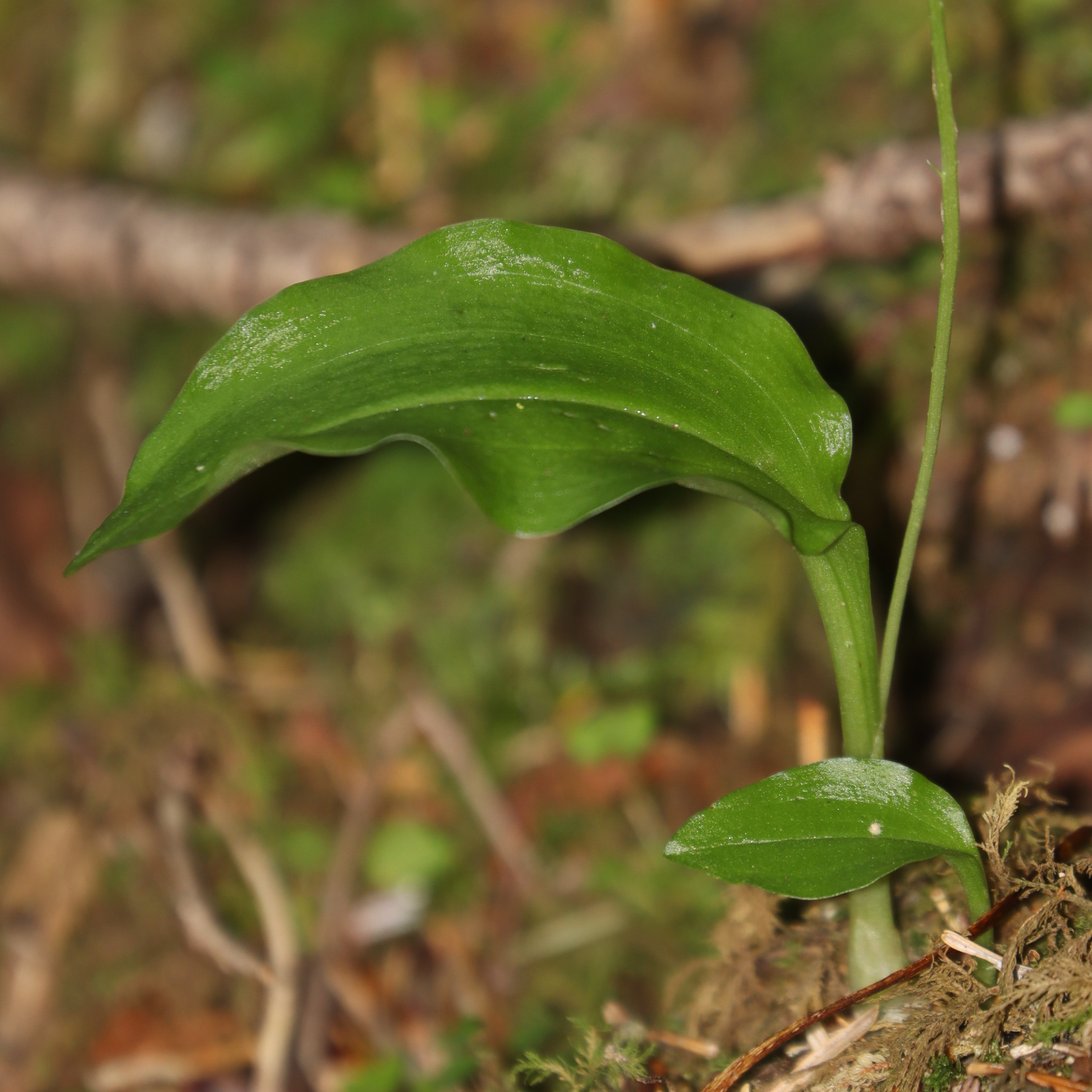
葉は広卵形で基部は茎を抱く、ふつうは1枚で根生する

花は淡緑色で総状にやや密に多数つき、直径2.5-3 mm、50個以上つけることがある。苞は3角状披針形、長さ1-2 mm、鋭尖頭。萼片は長さ2.5 mmの披針形で開出してそり返る。側花弁は線形で萼片と同長、上半分は急に細く突き出し、やや鋭頭、下半分は腎円形、4個。唇弁は卵円形で先は急に細くとがり、花の上側にあり、3脈をもつ。内花披2片と背部外半披片は下向き。距はない。蕊柱は極めて短い。花期は7-8月。果実は蒴果で倒頭形、直立し、梗があり、長さ6 mm、初秋に熟す。

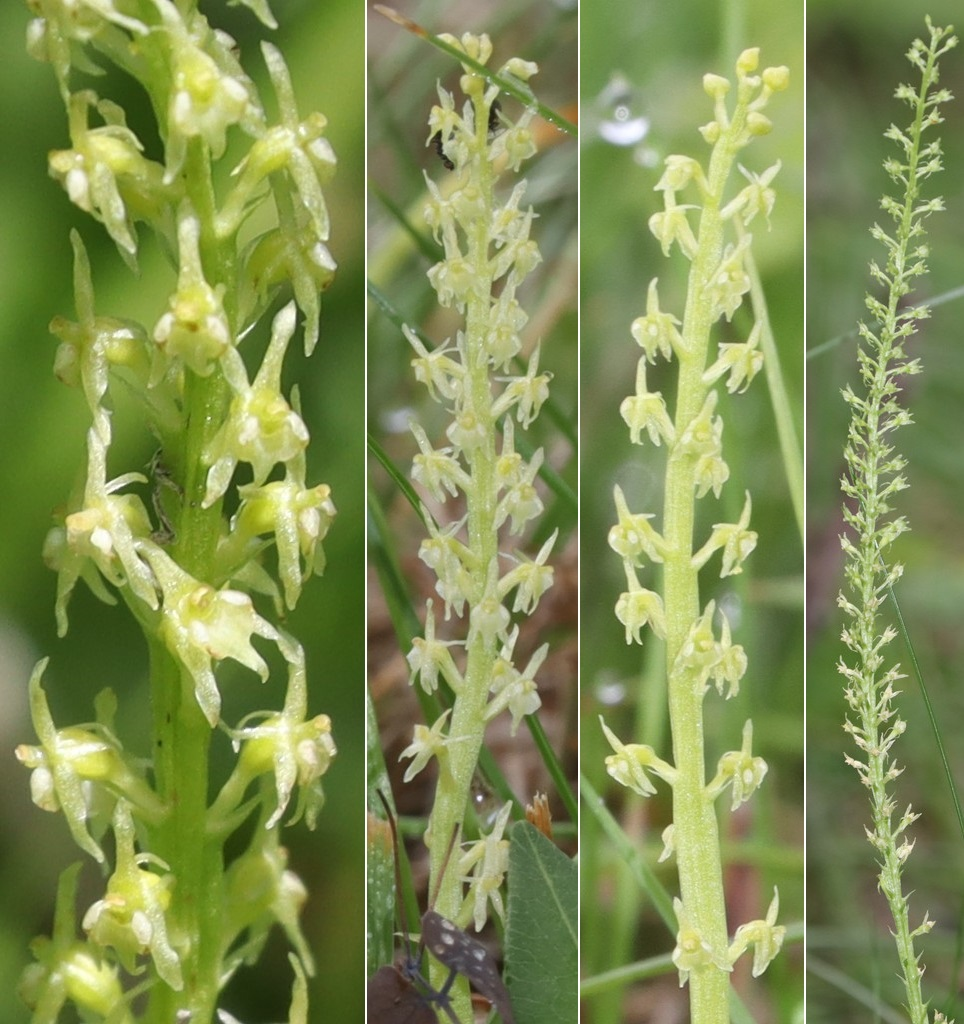
花は淡緑色で総状にやや密に多数つく
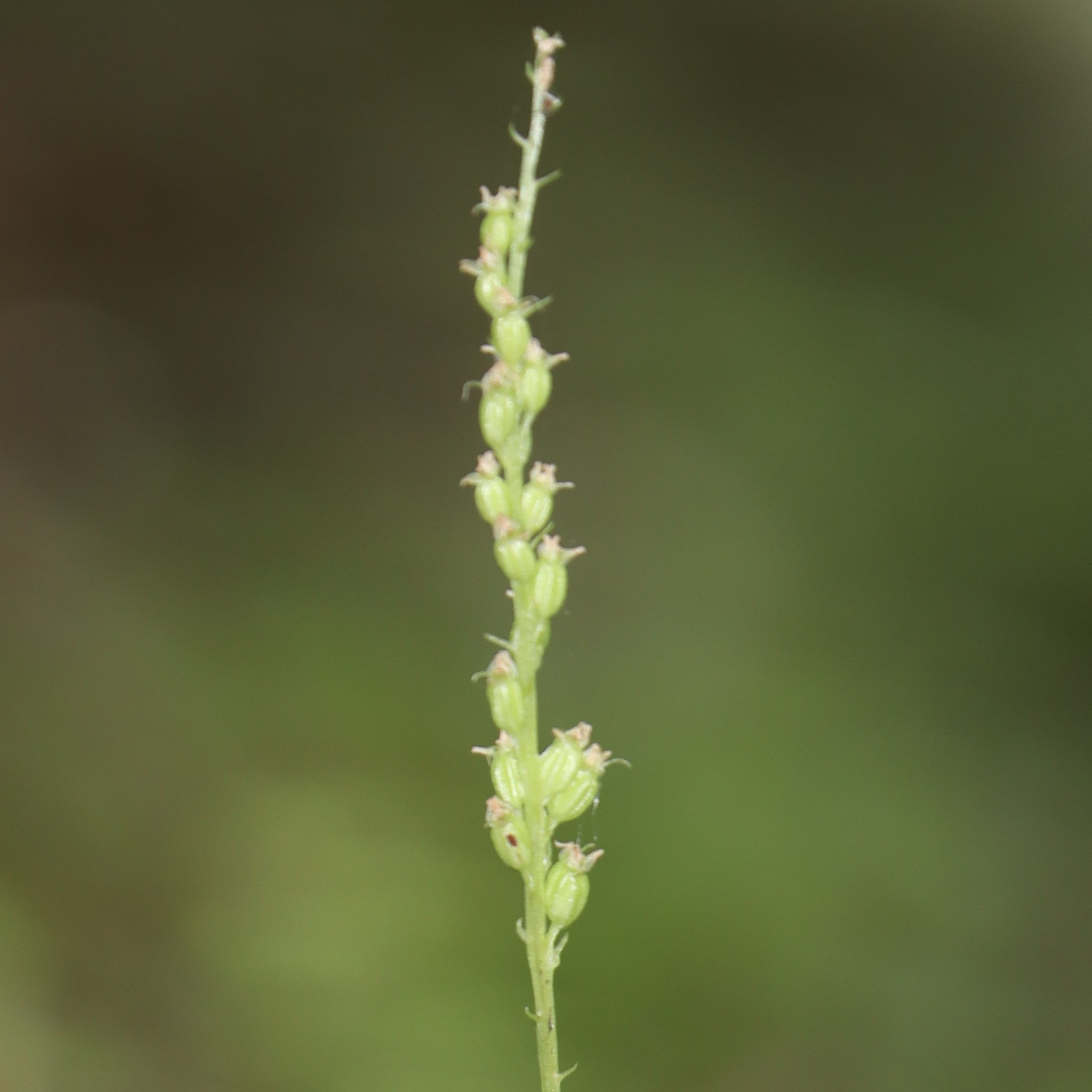
果実は蒴果で倒頭形、直立し、梗がある

## 分布と生育環境

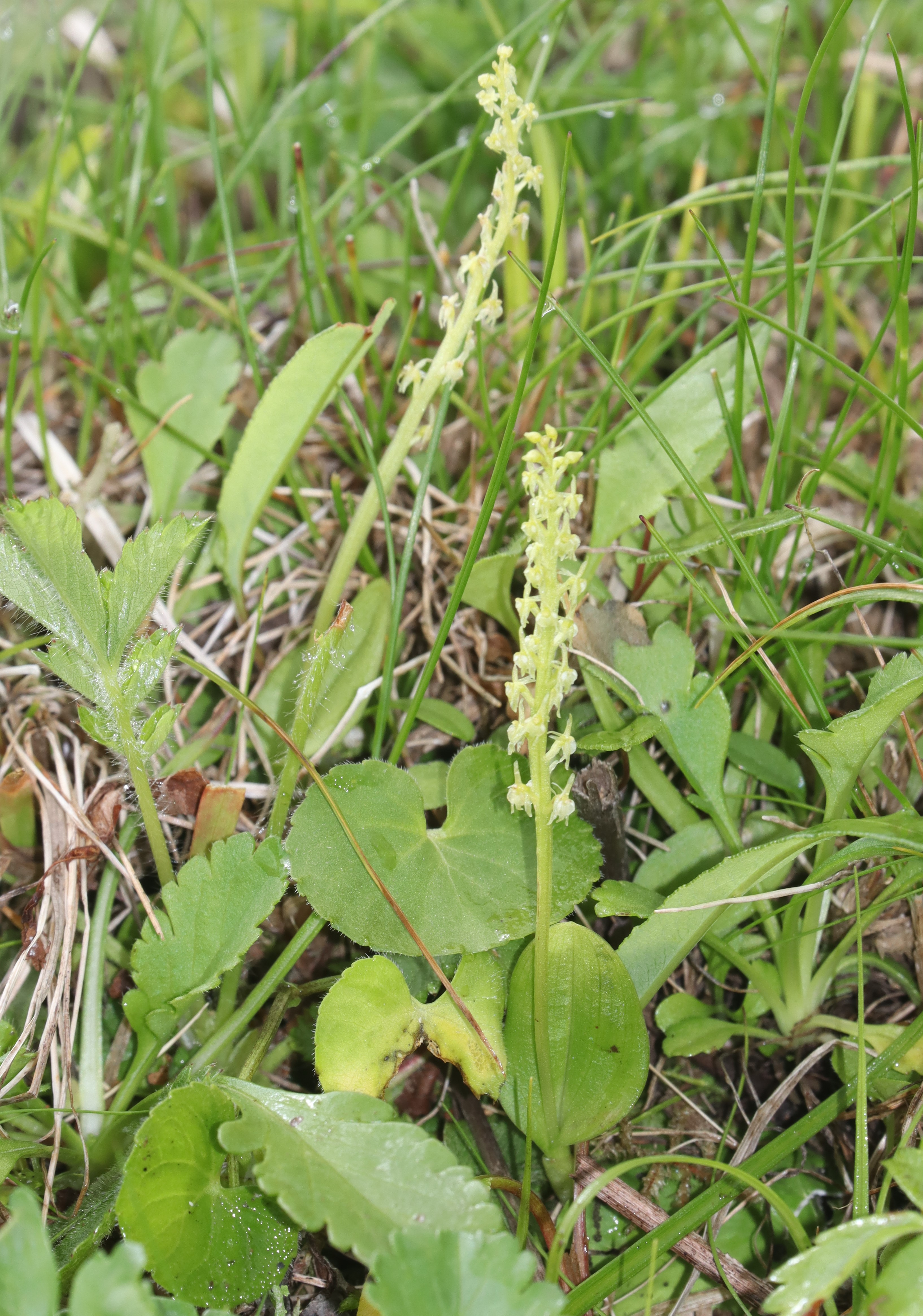
亜高山帯の林縁に生育するホザキイチヨウラン

北半球北部（ヨーロッパ、ヒマラヤ、シベリア、樺太、中国、台湾、朝鮮半島、日本、北アメリカ）の亜寒帯、温帯北部に広く分布する。基準標本はドイツ北部のもの。
日本では、北海道、本州（近畿地方以北）、四国（剣山、石鎚山）に分布する。
山地帯上部から亜高山帯の針葉樹林やブナ林の林内に生育する。

## 種の保全状況評価
日本では環境省による国レベルのレッドリスト受けていないが、以下の都道府県のレッドリストで指定を受けている。
- 絶滅危惧IA類 - 秋田県[10]、山形県[11]、群馬県[12]、東京都本土部、西多摩地区[13]、神奈川県[14]、徳島県[15]、高知県[16]
- Aランク - 岩手県[17]
- 絶滅危惧I類 - 富山県[18]、岐阜県[19]
- 県域絶滅危惧I類 - 福井県[20]
- 絶滅寸前種 - 奈良県[21]
- 絶滅危惧IB類 - 福島県[22]、愛媛県[23]
- 絶滅危惧II類 - 埼玉県[24]、新潟県[25]、石川県[26]
- 準絶滅危惧 - 山梨県[27]、長野県[28]
- 要注目種 - 静岡県[29]